# Droga krajowa nr 61 (Węgry)
Droga krajowa nr 61 (węg. 61-es főút) – droga krajowa w komitatach Tolna, Fejér, Somogy i Zala w południowo-zachodnich Węgrzech. Długość - 194 km. Przebieg: 
- Dunaföldvár – skrzyżowanie z 6
- Cece – skrzyżowanie z 63
- Simontornya – skrzyżowanie z 64
- Tamási – skrzyżowanie z 65
- Dombóvár – skrzyżowanie z 611
- Kaposvár (obwodnica) – skrzyżowanie z 610 i z 67
- Kaposmérő skrzyżowanie z 610
- Nagybajom
- Böhönye – skrzyżowanie z 68
- Nagykanizsa – skrzyżowanie z 7